# Какениеки
Ка́кениеки (латыш. Kaķenieki) — населённый пункт в южной части Латвии, расположенный в Аннениекской волости Добельского края. До 1 июля 2009 года входил в состав Добельского района.
Является центром Аннениекской волости. Расстояние до Добеле — 17 км. Риги — 81 км. По данным на 2015 год, в населённом пункте проживал 461 человек.

## История
Поселение появилось после Второй мировой войны, как центр совхоза «Какениеки» (с 1977 года до начала 1990-х — совхоз имени 60-летия Великой Октябрьской социалистической революции).
В Какениеки имеются: магазин, кооперативное общество «Агро-Какениеки», Аннениекская основная школа, детское дошкольно-образовательное учреждение «Риекстиньш». библиотека, дом культуры, спортивный центр «Какениеки», амбулатория, почтовое отделение.